# Liste der Kulturgüter in Metzerlen-Mariastein
Die Liste der Kulturgüter in Metzerlen-Mariastein enthält alle Objekte in der Gemeinde Metzerlen-Mariastein im Kanton Solothurn, die gemäss der Haager Konvention zum Schutz von Kulturgut bei bewaffneten Konflikten, dem Bundesgesetz vom 20. Juni 2014 über den Schutz der Kulturgüter bei bewaffneten Konflikten sowie der Verordnung vom 29. Oktober 2014 über den Schutz der Kulturgüter bei bewaffneten Konflikten unter Schutz stehen.
Objekte der Kategorien A und B sind vollständig in der Liste enthalten, Objekte der Kategorie C fehlen zurzeit (Stand: 1. Januar 2023).

## Kulturgüter
| Foto | | Objekt                                                                   | Kat. | Typ | Standort                                     | Beschreibung |
| ---- | --------------------------------------------------------------------------------------------------- | ------------------------------------------------------------------------ | ---- | --- | -------------------------------------------- | ------------ |
| ja   | Datei hochladen · Wikidata zu Benediktinerkloster Mariastein (Q359617)                              | Benediktinerkloster Mariastein KGS-Nr.: 04603                            | A    | G   | Mariastein, Klosterplatz 1–4 604022 / 258397 |              |
| BW   | Datei hochladen · Wikidata zu Benediktinerkloster Mariastein, Bibliothek und Musikalien (Q27485140) | Benediktinerkloster Mariastein, Bibliothek und Musikalien KGS-Nr.: 09307 | A    | S   | Mariastein, Klosterplatz 1 604063 / 258378   |              |
| BW   | Datei hochladen · Wikidata zu Goben, Grabhügel unbekannter Zeitstellung (Q114909995)                | Goben, Grabhügel unbekannter Zeitstellung KGS-Nr.: 02181                 | B    | F   | Metzerlen, Uf de Gobe 601000 / 257500        |              |
| ja   | Datei hochladen · Wikidata zu Burg Rotberg Jugendherberge (Q1013732)                                | Burg Rotberg KGS-Nr.: 04604                                              | B    | G   | Mariastein, Burg Rotberg 1 603450 / 257149   |              |
| ja   | Datei hochladen · Wikidata zu Katholische Kirche St. Remigius (Q29881039)                           | Katholische Kirche St. Remigius KGS-Nr.: 04606                           | B    | G   | Metzerlen, Rotbergstrasse 2 602048 / 257232  |              |
| ja   | Datei hochladen · Wikidata zu Kurhaus Kreuz (ehemalige Pilgerherberge) (Q29881040)                  | Kurhaus Kreuz (ehemalige Pilgerherberge) KGS-Nr.: 04607                  | B    | G   | Mariastein, Paradiesweg 1 603780 / 258449    |              |
| ja   | Datei hochladen · Wikidata zu St. Anna-Kapelle (Q29881043)                                          | St. Anna-Kapelle KGS-Nr.: 04608                                          | B    | G   | Mariastein, St. Annafeld 1 604146 / 258943   |              |
| BW   | Datei hochladen · Wikidata zu Ehemaliges Klostergut (Q29881036)                                     | Ehemaliges Klostergut KGS-Nr.: 11190                                     | B    | G   | Mariastein, Kirchplatz 22 603903 / 258434    |              |
| ja   | Datei hochladen · Wikidata zu Bauernhaus (Q29881033)                                                | Bauernhaus KGS-Nr.: 11191                                                | B    | G   | Metzerlen, Burgstrasse 2 601970 / 257259     |              |